# 1999년 동계 아시안 게임 스피드스케이팅
1999년 동계 아시안 게임의 스피드스케이팅은 1999년 동계 아시안 게임의 경기 종목으로 1999년 2월 2일부터 2월 5일까지 진행되었다.

## 경기장
춘천에 위치한 춘천국제빙상장에서 경기가 진행되었다.

## 메달 집계
| 순위 | 국가           | 금메달 | 은메달 | 동메달 | 합계 |
| ---- | -------------- | ------ | ------ | ------ | ---- |
| 1    | 중화인민공화국 | 3      | 3      | 3      | 9    |
| 2    | 일본           | 3      | 2      | 4      | 9    |
| 3    | 대한민국       | 2      | 4      | 2      | 8    |
| 4    | 카자흐스탄     | 1      | 0      | 0      | 1    |
| 합계 | 합계           | 9      | 9      | 9      | 27   |

## 메달리스트
| 종목               | 금                                 | 은                         | 동                         |
| ------------------ | ---------------------------------- | -------------------------- | -------------------------- |
| 남자 500m 자세히   | 가토 쇼지 일본 (JPN)               | 제갈성렬 대한민국 (KOR)    | 니시오카 가즈야 일본 (JPN) |
| 남자 1000m 자세히  | 최재봉 대한민국 (KOR)              | 이규혁 대한민국 (KOR)      | 천주현 대한민국 (KOR)      |
| 남자 1500m 자세히  | 최재봉 대한민국 (KOR)              | 천주현 대한민국 (KOR)      | 이토 히로미치 일본 (JPN)   |
| 남자 5000m 자세히  | 라디크 빅첸타예프 카자흐스탄 (KAZ) | 문준 대한민국 (KOR)        | 사와구치 가즈키 일본 (JPN) |
| 남자 10000m 자세히 | 이토카와 도시히코 일본 (JPN)       | 류광빈 중국 (CHN)          | 문준 대한민국 (KOR)        |
| 여자 500m 자세히   | 쉐루이훙 중국 (CHN)                | 양춘위안 중국 (CHN)        | 왕만리 중국 (CHN)          |
| 여자 1000m 자세히  | 쉐루이훙 중국 (CHN)                | 양춘위안 중국 (CHN)        | 리쉐쑹 중국 (CHN)          |
| 여자 1500m 자세히  | 쑹리 중국 (CHN)                    | 고바야시 가나에 일본 (JPN) | 나리타 아키 일본 (JPN)     |
| 여자 3000m 자세히  | 나리타 아키 일본 (JPN)             | 호리카와 유리 일본 (JPN)   | 쑹리 중국 (CHN)            |